# Psychosis
Psychosis é um filme de terror britânico, dirigido por Reg Traviss e lançado em 2010 sobre a égide de Lions Gate Entertainment e tem como estrelas Charisma Carpenter , Ricci Harnett e Paul Sculfor.